# Afronurus levis
Afronurus levis is een haft uit de familie Heptageniidae. De wetenschappelijke naam van de soort is voor het eerst geldig gepubliceerd in 1912 door Navás.
De soort komt voor in het Palearctisch gebied.